# Абу Амр ад-Дани
Абу ‘Амр ‘Усман ибн Са‘ид ад-Дани (араб. أبو عمرو الداني‎; ок. 981 г., Кордова — 1053, Дения) — андалузский исламский богослов из маликитской правовой школы. Его нисба ад-Дани относится к городу Дения (Дания), где он жил.

## Биография
Родился в Кордове в 981 году. Он совершил хадж и жил в Каире между 1006 и 1008 годами. После своего возвращения в Кордову ад-Дани был вынужден бежать. Сначала он отправился в Альмерию, а затем в Дению.
Был особенно известен как знаток Корана и хадисов. Был превосходным каллиграфом, обладал прекрасной памятью, умом и красноречием. Был набожным и благочестивым человеком. Аз-Захаби упомянул, что между Абу Амром и Ибн Хазмом была вражда.
Он является автором книг «Китаб ат-Тайсир фи аль-кира’ат ас-саб‘» (о «семи чтениях» Корана) и «Китаб аль-мукни фи ма’рифат расм масахиф аль-амшар» (об орфографии Корана). «Китаб ат-Тайсир» очень известна среди изучающих коранические чтения (кирааты) Корана и преподаётся в арабских медресе.
Умер в Дении в понедельник 15 шавваля 444 года хиджры (1053 год) в возрасте семидесяти трёх лет.